# Mauro René Gómez
Mauro René Gómez es un futbolista argentino nacido el 29 de mayo de 1989; se destacó en su posición delantero de aérea. Debutó en su ciudad natal, Posadas, Misiones, Argentina. Jugo 6 años en Guaraní Antonio Franco, En el Año 2016 se cruzó a las filas del Sportivo Ferroviario ( Federal B) . 
En el año 2017 disputó la primera fecha del Federal C con Atlético Tuyuti de Apóstoles, Misiones .
Y luego ese mismo mes emigró a República Dominicana, dónde participó la temporada 2017 "Liga Dominicana De Fútbol" de la mano del Técnico Miguel Ángel Zazhù. Dónde obtiene el Campeonato -título internacional. Además siendo Líder Goleador y formando parte del 11 ideal del país Centro Americano. 
Durante los meses de agosto a diciembre regresa a Argentina, disputa el Torneo "Federal A " con Unión Aconquija de Catamarca. Su vínculo con el club finaliza y en el año 2018 regresa a Centro América para pertenecer al Club Moca FC , Provincia de Spaillat al norte del País . Dónde jugo la primera ronda, para en el mes de Julio incursionar en el Futbol Paraguayo por primera vez en el Club de Segunda División, Intermedia "Rubio Ñu"en la Ciudad de Asunción. Dirigido por Juan Sosa intentan lograr el ascenso pero en la última fecha no lo consiguen. 
De retorno a Argentina acepta la oferta del Atlético Barcelona FC año 2019 para disfrutar nuevamente la Ldf por tercera vez consecutiva. Y nuevamente en julio retorna a Rubio Ñu. 
Año 2020 de pandemia Se encontraba en 22 de Septiembre ciudad de Encarnación, Paraguay. Pero debido al receso retorno al País.
Año 2021 en la actualidad Se encuentra en Centro América nuevamente en el Atlético Vega Real , dirigido por el Argentino Nahuel Bernabei. Actualmente Líder Goleador del torneo, con 10 goles en la temporada en curso. Resullta Goleador Líder del Torneo con 19 goles. Retorna a Argentina en noviembre 2021 , con la clasificación a Concacaf Champion Chip 2022- en Argentina disputa el regional amateur 2022 con el club atlético Bartolomé Mitre, clasificando a 8vos y quedando eliminados. 3 goles en el certamen , goleador del equipo.  En el año 2022 retorna a Atlético Vega real para la LDF Y la copa Concacaf Chip. Logrando la clasificación a la Concacaf Lite quedando afuera con comunicaciones de Guatemala. En el mes de Julio retorna a Argentina para competir el regional amateur nuevamente con Bartolomé Mitre . Siendo nuevamente el goleador del equipo. Disputa para Jorge Gibson Brown la Copa Posadas 2022 saliendo Campeón.
Febrero 2023 es nuevo refuerzo del Club Rosario Puerto Belgrano y se desempeña en la actualidad.

## Reseña biográfica
Mauro se destacó en su posición: delantero de aérea – centrodelantero. Debutó en su ciudad natal, Posadas. Luego de su debut en el Club Huracán de Posadas,  se hizo referente del equipo a base de goles, situación que llamó la atención del Club Guaraní Antonio Franco, quien se interesó en él y lo incorporó a su plantilla. 
En el mismo jugó la B Nacional, Federal A disputando 60 partidos, siendo un referente en el club franjeado. Luego tuvo paso por equipos como Ferroviario de Corrientes, Tuyutí de Apóstoles, también haciendo escalada internacional en Atlántico FC de Puerto Plata, y Moca Futbol Club.
De regreso a Argentina, pasó por el Club Union Aconquija y luego emigró al futbol paraguayo pasando por el Club Rubio Ñu.

## Logros obtenidos como jugador
- Club Atlético Huracán Posadas: Torneo de Ascenso, Campeones 2010.
- Club Guaraní Antonio Franco: 
  - 2011 Campeón Clausura 1ra Local (Liga Posadeña de fútbol)
  - 2012: Campeón Torneo Oficial, 1ra Local (Liga Posadeña de fútbol)
  - 2012: Campeón Argentino B (Ascenso Argentino A)
  - 2013: Campeón Clausura Primera local.
  - 2014: Campeón Argentino A (Ascenso al Nacional B)
  - 2015: Clasificación a 16vos Y 8vos de final de la Copa Argentina.
- Atlántico FC:

- 2017: Campeón Liga Dominicana de fútbol – líder goleador

- 2021 Lider Goleador 19 goles ( Atlético Vega Real - 1ra división República Dominicana)

Concacaf Chip 2022 ( Atlético Vega Real - Clasificación a Cuartos de final )
- 2022 - Copa Posadas - Club Jorge Gibson Brown

## Experiencia deportiva - Trayectoria
- Inferiores Racing Club Posadas
- Club Unidos: 1ra División Liga posadeña de Futbol
- Club Atlético Huracán – Torneo Primera División - Posadas (2009-2010)
- Club Atlético Guaraní Antonio Franco – Torneo Argentino A, Nacional B. Posadas (2010-2016)
- Club Ferroviario Corrientes – Torneo Federal B (2016)
- Club Tuyutí – Apóstoles – Misiones. Torneo Federal C (2017)
- Atlántico Futbol Club – 1ra División – LDF -  Puerto Plata - República Dominicana (febrero de 2017-agosto de 2017)
- Club Atlético Unión Aconquija- Torneo Federal A - (septiembre-diciembre de 2017)
- Moca Futbol Club – 1RA División – LDF República dominicana (enero-junio de 2018)
- Club Rubio Ñu – División Intermedia - Asunción – República del Paraguay (junio-diciembre de 2018)
- Club Atlético Barcelona - Año 2019 primera ronda - Primera División República Dominicana
- Club Rubio Ñu - División Intermedia Año 2019- 2020
- Club Atlético Vega Real - Primera División República Dominicana- 2021
- Club Bartolome Mitre de Posadas - 2022
- Club Jorge Gibson Brown - 2022
- Club Rosario Puerto Belgrano - 2023 (Actualidad)

## Noticias
- Vuelve Mauro Gómez a jugar en República Dominicana (misionesonline.net)
- Mauro ya entrena en su nuevo club (deportesmisiones.com.ar)